# Лебедев, Валерий Филиппович
Валерий Филиппович Лебедев — советский хозяйственный и государственный деятель, лауреат Государственной премии СССР за выдающиеся достижения в труде.

## Биография
Родился в 1928 году на территории современного Первомайского района Томской области. Член КПСС.
В 1944—1988 годах — колхозник, механизатор, военнослужащий Советской армии, бригадир тракторно-полеводческой бригады Крутоложенского отделения колхоза «1 мая» Первомайского района Томской области.
За творческую инициативу и активность, получение высоких и устойчивых урожаев зерновых культур на основе внедрения прогрессивных технологий, эффективного использования достижений науки и передового опыта был в составе коллектива удостоен Государственной премии СССР за выдающиеся достижения в труде 1983 года.
Умер в Первомайском районе Томской области в 2020 году.

## Награды
- Орден Ленина
- Орден Трудового Красного Знамени